# Nagirum
En Oriente Próximo, nagirum era, literalmente, «pregonero» (en sumerio, lú.nimgir).
Este funcionario aparece citado una sola vez en el artículo decimosexto del Código de Hammurabi. Su misión consistía en pregonar por la ciudad la huida de un esclavo (wardum) y las posibles consecuencias que acarreaba tal acto. Tenía la autoridad que le facultaba para poder exigir la entrega del esclavo a la persona que le hubiese dado cobijo en su casa.